# Гланон
Гланон (фр. Glanon) насеље је и општина у источном делу централне Француске у региону Бургоња, у департману Златна обала која припада префектури Бон.
По подацима из 2011. године у општини је живело 224 становника, а густина насељености је износила 61,37 становника/km². Општина се простире на површини од 3,65 km². Налази се на средњој надморској висини од 190 метара (максималној 208 m, а минималној 176 m).

## Демографија
| 1962. | 1968. | 1975. | 1982. | 1990. | 1999. | 2011. |
| ----- | ----- | ----- | ----- | ----- | ----- | ----- |
| 93    | 113   | 106   | 105   | 143   | 180   | 224   |

График промене броја становника у току последњих година